# Muhammad I ibn Pulad
Muhammad I ibn Pulad (o Mahummud I) fou kan del Kanat de Txagatai (vers 1342-1343). Era rebesnet de Barak Khan. Poca cosa se sap de la seva biografia. Era musulmà (el que es dedueix del seu nom) i segons el Shajrat ul Atrak va intentar aturar la dissolució del kanat.
Va governar poc temps i fou succeït per Qazan Khan ibn Yasaur vers 1343.